# Союз Т-14
Союз Т-14 е съветски пилотиран космически кораб, който извежда в Космоса петата основна експедиция на орбиталната станция Салют-7.

## Екипажи

### При излитането

#### Основен
- Владимир Васютин (1) – командир
- Георгий Гречко (3) – бординженер
- Александър Волков (1) – космонавт-изследовател

#### Дублиращ
- Александър Викторенко – командир
- Генадий Стрекалов – бординженер
- Евгений Салей космонавт-изследовател

#### Резервен
- Анатолий Соловьов – командир
- Александър Серебров – бординженер
- Николай Москаленко космонавт-изследовател

### При кацането
- Виктор Савиних – командир
- Владимир Васютин – бординженер
- Александър Волков – космонавт-изследовател

## Параметри на мисията
- Маса: 6850 кг
- Перигей: 196 km
- Апогей: 223 km
- Наклон на орбитата: 51,6°
- Период: 88,7 мин

## Програма
Пета основна експедиция на станцията Салют-7. По това време на станцията работи четвъртата основна експедиция - Владимир Джанибеков и Виктор Савиних. На 26 септември на Земята с кораба Союз Т-13 се завръщат В. Джанибеков и Г. Гречко. На 27 септември е изстрелян, а на 27 октомври се скачва със станцията тежкият снабдителен кораб Космос 1686. На борда му се намират 1550 kg гориво и 4322 kg различни материали и оборудване. Модулът доставя и 1255 kg научно оборудване за провеждане на повече от 200 експеримента. Освен като снабдителен кораб се предвиждало „Космос 1686“ да работи като научен модул в комплекса.
Заради заболяване на В. Васютин полетът е предсрочно прекратен (предиден е шестмесечен полет), провалена е и голяма част от програмата за работа с доставеното оборудване, излизанията в открития космос, отменени са три посетителски експедиции, включително и полетът на изцяло женски екипаж с командир Светлана Савицка).